# Chactidae
Chactidae – rodzina skorpionów. Rodzina ta składa się z 11 rodzajów (do 2011 r.), a tworzą one 171 gatunków. Większość z nich została opisana w ostatnich latach. Status części rodzajów oraz gatunków poddawany był dyskusji na forum skorpionologicznym, w wyniku czego niektóre z nich przeniesione zostały do innych rodzin. Członkowie tej rodziny zamieszkują tereny od Meksyku po krańce Ameryki Południowej. Skorpiony te rzadko są trzymane w niewoli. Nie ma też informacji o ich potencjalnym niebezpieczeństwie dla człowieka.

## Rodzaje
- Anuroctonus Pocock, 1893
- Brotheas C.L. Koch, 1837
- Broteochactas Pocock, 1893
- Chactas Gervais, 1844
- Hadrurochactas Pocock, 1893
- Neochactas Soleglad & Fet, 2003
- Nullibrotheas Williams, 1974
- Teuthraustes Simon, 1878
- Uroctonus Thorell, 1876
- Vachoniochactas Gonzales-Sponga, 1978